# Radnici znanja
Radnici znanja su radnici čiji je glavni kapital znanje. Primjeri uključuju arhitekte, liječnike, farmaceute, inženjere, znanstvenike, dizajnere, javne računovođe, odvjetnike, urednike i akademike, čiji je moraju razmišljati da bi zarđivali.

## Definicija
Rad znanja može se razlikovati od drugih oblika rada po naglasku na "neklasično" rješavanje problema koji zahtijeva kombinaciju konvergentnog i divergentnog načina razmišljanja. Unatoč količini istraživanja i literature o radu znanja, ne postoji koncizna definicija pojma.
Mosco i McKercher (2007) iznose različita stajališta. Prvo ukazuju na najužu definiciju; "izravna manipulacija simbola pomoću kojih se stvara originalan proizvod rada znanja, ili dodavanje vrijednosti postojećem proizvodu", a definicija se ovdje ograničava na kreativan rad. Oni suprotstavljaju ovo gledište o radu znanja sa znatno opširnijim gledištem koje uključuje rukovanje informacijama i širenje informacija, tvrdeći da radnici koji su važni u rukovanju informacijama i distribuciji istih dodaju stvarnu vrijednost ovom području, unatoč tome što ne doprinose nužno kreativnom elementu. Treće, mogla bi se razmotriti definicija rada znanja koja uključuje sve radnike uključene u lanac proizvodnje i distribucije proizvoda znanja, što omogućuje vrlo široku kategorizaciju radnika znanja. Stoga, izraz "znanstveni radnik" može biti prilično širok u svom značenju i nije uvijek jasan u pogledu na koga se odnosi.
Radnici znanja troše 38% svog vremena tražeći informacije. Također su često udaljeni od svojih šefova, radeći u različitim odjelima i vremenskim zonama ili s udaljenih mjesta kao što su kućni uredi i saloni u zračnim lukama. Kako poduzeća povećavaju svoju ovisnost o informacijskoj tehnologiji, područja na kojima zaposlenici znanja moraju djelovati dramatično su se povećala.
Iako ih se ponekad naziva "zlatnim ovratnicima" zbog visokih plaća, kao i zbog njihove relativne neovisnosti u kontroli procesa vlastitog rada, trenutna istraživanja pokazuju da su oni također skloniji stresu te imaju vrlo strogu normativnu kontrolu od strane organizacija za koje rade, za razliku od redovnih radnika.
Upravljanje radnicima znanja može biti težak zadatak. Većina stručnih radnika preferira određenu razinu autonomije i ne vole da ih se nadzire ili da se njima upravlja. Oni koji upravljaju radnicima znanja često su i sami radnici znanja ili su to bili u prošlosti. Projekti se moraju pažljivo razmotriti prije nego što se povjere stručnom radniku, jer će njihov interes i ciljevi utjecati na kvalitetu dovršenog projekta. Radnike znanja treba tretirati kao pojedince.
Loo (2017.) koristeći se empirijskim nalazima radnika znanja iz dva sektora – sektora oglašavanja i IT sektora – i iz tri razvijene zemlje – Engleske, Japana i Singapura – istražio je specifičnu vrstu radnika znanja – kreativne radnike znanja – one koji su suprotni znanstvenicima. Nalazi iz empirijskih podataka nude složenu sliku ove vrste rada u ekonomiji znanja gdje radnici koriste kombinaciju kreativnosti, sposobnosti, talente, vještine i znanja za konačnu proizvodnju proizvoda i usluga. Ovo istraživanje (Loo, 2017.) identificiralo je definiciju rada kreativnog znanja iz četiri specifične uloge pisanja tekstova, kreativnog usmjeravanja, programiranja softvera i upravljanja programskim sustavima u oglašavanju i IT softveru. Način na koji se svaka od kreativnih aplikacija primjenjuje ovisi o ulozi (ulogama) kreativnih radnika. Ova vrsta rada uključuje složenu kombinaciju skupova vještina ili "sposobnosti kreativnog znanja (CKW)". "Kreativni radnici znanja koriste kombinaciju aplikacija za obavljanje svojih funkcija/uloga u gospodarstvu znanja, uključujući anticipativnu maštu, rješavanje i traženje problema, kao i generiranje ideja te estetskih senzibiliteta".:138
Ako se estetski senzibilitet uzme za primjer, on je za kreativnog direktora vizualna slika (pokretna ili nepokretna), a za softveskog programera, on je inovativna tehnologija u kojoj je softver napisan.
Druge kreativne primjene vezane uz sektor uključuju emocionalnu povezanost u sektoru marketinga te snagu izražavanja i osjetljivost u informatičkom sektoru. Identificirani su pojmovi kao što su "spužva", "društveni kameleon" i "usklađen s Zeitgeistom", a koje su kreativni stručnjaci koristili kako bi se emocionalno identificirali sa svojom potencijalnom publikom u izradi reklama. Iz perspektive IT softvera, kreativni zaposlenici znanja koristili su kreativnu aplikaciju "osjetljivosti" kako bi utvrdili poslovnu inteligenciju i mjeru informacija koje softverski radnik može dobiti s različitih strana.
Kreativni radnici također zahtijevaju sposobnosti i talente. Strast za vlastitim poslom bila je generička za uloge koje su istraživane u dva sektora. Za spisatelje, ta je strast poistovjećena sa zabavom, užitkom i srećom uz obavljanje uloge uz osobine kao što su iskrenost (povezana sa stvaranjem proizvoda), samopouzdanje i strpljenje. Kao i kod drugih uloga, kreativni radnik u softverskom programiranju zahtijeva timski rad i međuljudske vještine kako bi učinkovito komunicirao s onima iz drugih disciplina. Što se tiče menadžerskih uloga kreativnog usmjeravanja i upravljanja programima sustava, potrebne su sposobnosti stvaranja vizije za određeni posao, sposobnost uvjeravanja, izrade strategije, izvršenja i planiranja prema konačnom završetku zadanog zadatka (kao što je kampanja ili softver), kao i kapaciteti.
Povezivanje tih sposobnosti i kapaciteta su načini rada koje su identificirali nalazi iz navedene studije. Načini rada su bili u rasponu od individualnog do suradničkog, gdje bi radnik mogao raditi jedno ili oboje, ovisno o specifičnoj aktivnosti. Mogućnosti prijelaza između ova dva načina uz relevantnu kreativnu primjenu dio su složenosti istog stila rada.
Kreativni radnici također zahtijevaju razumijevanje različitih oblika znanja. Oni su povezani s disciplinama kao što su one iz humanističkih znanosti (npr. književnost) i kreativnih umjetnosti kao što su slikarstvo i glazba (npr. popularne i klasične varijante). Kreativni radnici znanja također zahtijevaju tehničko znanje kao što su matematika i računalne znanosti (npr. softversko inženjerstvo) i fizičke znanosti (npr. fizika), iako postoje razlike u ta dva sektora. U sektoru IT softvera, tehničko poznavanje softverskih jezika posebno je značajno za programere, kako je utvrđeno u nalazima. Međutim, stupanj tehničke stručnosti može biti manji za voditelja programa, budući da je samo poznavanje relevantnog softverskog jezika potrebno za razumijevanje problema za komunikaciju s timom programera i testera. Tehničko znanje i iskustvo kreativnog direktora odnosi se samo na razumijevanje mogućnosti tehnologija (kao što su grafika i tipografija) kako bi se kapitaliziralo tehničko čarobnjaštvo. Zatim se od tehničkih stručnjaka traži da provedu viziju kreativnog direktora.
Gore navedene vrste disciplinarnog znanja mogu se pojaviti u eksplicitnim formatima, koji se mogu naučiti iz formalnih programa na institucijama kao što su visokoškolske i stručne, zajedno s drugim vještinama i sposobnostima koje se odnose na prezentaciju, komunikaciju i timski rad. Kako je utvrđeno u nalazima, postojala su i druga nedisciplinarna znanja, a koja nisu bila eksplicitne nego prešutne prirode. Ispitanici su spominjali iskustva iz svog prošlog rada i životna iskustva na koja su se oslanjali u obavljanju svog kreativnog znanja. Ovaj oblik znanja je iskorišten kolektivno kao tim (reklamne kampanje ili softverskog programa). Ovakav suradnički pristup radu, posebno u ulogama kao što su kreativno vođenje i upravljanje softverskim programom, zahtijeva prešutno poznavanje snaga i slabosti te potreba i želja povezanih članova tima (poznavanje psihologije). Može se pojaviti unutar organizacije, kao samostalna grupa za određeni projekt u organizaciji ili kao tim izvan organizacije. Unutar ove uloge kreativni radnici znanja mogu obavljati svoje aktivnosti pojedinačno i/ili kolektivno kao dio svog doprinosa projektu. Nalazi su također otkrili neke karakteristike suradničkog rada kao što su različiti dionici, dogovorene grupe i neizravni odnosi između klijenata, radnika (oglasne agencije) i potrošača.

## Povijest
Pojam 'rad znanja' pojavio se u The Landmarks of Tomorrow (1959) Petera Druckera. Drucker je kasnije oblikovao izraz 'radnik znanja' u The Effective Executive 1966. godine. Kasnije, 1999., sugerirao je da će "najvrjednija imovina institucije 21. stoljeća, bilo poslovne ili neposlovne, biti njezini zaposlenici znanja i njihova produktivnost."
Paul Alfred Weiss (1960.) rekao je da "znanje raste poput organizama, s podacima koji služe kao hrana koju treba asimilirati, a ne samo pohraniti". Popper (1963.) izjavio je da uvijek postoji rastuća potreba za znanjem kako bi neprestano raslo i napredovalo, bilo prešutno ( Polanyi, 1976.) ili eksplicitno.
Toffler (1990.) primijetio je da tipični radnici znanja (posebno istraživački i razvojni znanstvenici i inženjeri) u doba ekonomije znanja moraju imati neki sustav na raspolaganju za stvaranje, obradu i poboljšanje vlastitog znanja. U nekim slučajevima također bi trebali upravljati znanjem svojih suradnika.
Nonaka (1991.) opisao je znanje kao gorivo za inovacije, ali je bio zabrinut da mnogi menadžeri nisu uspjeli razumjeti kako se znanje može iskoristiti. Tvrtke su više poput živih organizama nego strojeva, tvrdio je, a većina ih je na znanje gledala kao na statički input u korporativni stroj. Nonaka je zagovarao gledište o znanju kao o obnovljivom i promjenjivom, te da su radnici znanja nositelji te promjene. Tvrtke koje stvaraju znanje, smatrao je, trebale bi biti prvenstveno usmjerene na zadaću inovacija.
Time su postavljeni temelji za novu praksu upravljanja znanjem ili "KM", koja se razvila 1990-ih kako bi podržala radnike znanja sa standardnim alatima i procesima.
Savage (1995.) opisuje fokus na znanju kao treći val društveno-ekonomskog razvoja čovjeka. Prvi val bilo je poljoprivredno doba s bogatstvom definiranim kao vlasništvo nad zemljom. U drugom valu, industrijskom dobu, bogatstvo se temeljilo na vlasništvu nad kapitalom, tj. tvornicama. U dobu znanja, bogatstvo se temelji na posjedovanju znanja i sposobnosti korištenja tog znanja za stvaranje ili poboljšanje dobara i usluga. Poboljšanje proizvoda uključuje cijenu, trajnost, prikladnost, pravodobnost isporuke i sigurnost. U dobu znanja, 2% radne populacije će raditi na zemlji, 10% će raditi u industriji, a ostatak će biti radnici znanja.

## Rad znanja u 21. stoljeću
Davenport (2005) kaže da se porast znanja zapravo predviđa godinama.:4 Ističe činjenicu da je Fritz Machlup dosta rano radio na poslovima znanja te je još 1958. izjavio da sektor raste mnogo brže od ostatka gospodarstva s radnicima znanja koji čine gotovo trećina radne snage u Sjedinjenim Državama.:4 „Prema Organizaciji za ekonomsku suradnju i razvoj (1981.), do početka 1970-ih oko 40 posto radnog stanovništva u SAD-u i Kanadi bilo je svrstano u informacijski sektor, dok su u većini drugih zemalja OECD-a brojke bile još uvijek znatno niže.":118
Od 2016. godine, od 1980. svake godine dodano je prosječno 1,9 milijuna radnih mjesta za znanstvene radnike, što je više od bilo koje druge vrste uloga.
Tapscott (2006.) vidi snažnu, stalnu vezu između radnika znanja i inovacija, a tempo i način interakcije postali su napredniji. On opisuje alate društvenih medija na internetu koji sada pokreću snažnije oblike suradnje. Stručni radnici sudjeluju u međusobnoj razmjeni znanja preko granica organizacije i poduzeća, formirajući mreže stručnosti. Neki od njih otvoreni su za javnost. Iako izražava zabrinutost zbog zakona o autorskim pravima i intelektualnom vlasništvu koji se dovode u pitanje na tržištu, čvrsto je uvjeren da tvrtke moraju surađivati kako bi preživjele. On vidi stalni savez javnih (vladinih) i privatnih (komercijalnih) timova za rješavanje problema, pozivajući se na operativni sustav Linux otvorenog koda zajedno s Projektom ljudskog genoma kao primjerima gdje se znanje slobodno razmjenjuje, uz ostvarenu komercijalnu vrijednost.
Palmer (2014.) istraživao je produktivnost i radne obrasce radnika znanja. Dio ovog istraživanja uključivao je analizu kako prosječan stručni radnik provodi dan. Napominje da se djelotvoran i učinkovit rad znanja oslanja na glatku navigaciju nestrukturiranih procesa i razradu prilagođenih i jednokratnih postupaka. "Kako se krećemo prema poslovnom modelu 21. stoljeća, fokus mora biti na opremanju stručnih radnika alatima i infrastrukturom koji omogućuju komunikaciju i dijeljenje informacija, kao što su umrežavanje, e-pošta, upravljanje sadržajem i sve više društveni mediji." Palmer ukazuje na pojavu prilagodljivog upravljanja predmetima (također poznatog kao dinamičko ili napredno upravljanje slučajevima) koje predstavlja promjenu paradigme izazvanu pojavom prilagodbe poslovne prakse dizajnu IT sustava do izgradnje sustava koji odražavaju kako se posao stvarno obavlja.
Zbog brzog globalnog širenja transakcija i interakcija temeljenih na informacijama koje se provode putem Interneta, postoji sve veća potražnja za radnom snagom koja je sposobna obavljati te aktivnosti. Sada se procjenjuje da brojčano nadmašuju radnike znanja od svih ostalih radnika u Sjevernoj Americi u omjeru najmanje četiri prema jedan.:4
Dok se uloge stručnjaka znanja uvelike preklapaju s profesijama koje zahtijevaju fakultetske diplome, sveobuhvatna priroda rada znanja na današnjem povezanom radnom mjestu zahtijeva da gotovo svi radnici steknu ove vještine na određenoj razini. U tu svrhu, javno obrazovanje i sustavi javnih koledža postali su sve više usmjereni na cjeloživotno učenje kako bi se osiguralo da studenti dobiju vještine potrebne da budu produktivni radnici znanja u 21. stoljeću.
Mnogi od stručnih radnika koji trenutno ulaze u radnu snagu pripadaju demografskoj generaciji X. Ovi novi radnici znanja cijene cjeloživotno učenje umjesto cjeloživotnog zaposlenja. "Oni traže zapošljivost umjesto zaposlenja [i] cijene karijeru više od samopouzdanja" (Elsdon i Iyer, 1999.). Generacija boomera je, primjerice, vješta u određenom znanju u vezi s određenom tvrtkom, dok stručni radnici generacije X stječu znanje od mnogih tvrtki i to znanje nose sa sobom od tvrtke do tvrtke (2002.).

## Uloge
Radnici znanja donose dobrobiti organizacijama na različite načine. To uključuje:
- analiziranje podataka kako bi se uspostavile veze
- procjenjivanje inputa kako bi se procijenili prioriteti
- identificiranje i razumijevanje trendova
- stvaranje veza
- razumijevanje uzroka i posljedica
- mogućnost struje svijesti, široko razmišljanje (divergentno razmišljanje)
- mogućnost "dubokog razmišljanja", održavanje fokusa (konvergentno razmišljanje)
- kreiranje i modificiranje strategije

Ovi doprinosi stručnih radnika u suprotnosti su s aktivnostima koje se od njih obično ne bi tražilo da obave, uključujući:
- obrada transakcija
- rutinski poslovi
- jednostavno određivanje prioriteta rada

Postoji niz prijelaznih zadataka koji uključuju uloge koje su naizgled rutinske, ali zahtijevaju dublje znanje o tehnologiji, proizvodu ili kupcu da bi ispunili funkciju. To uključuje:
- pružanje tehničke ili korisničke podrške
- rješavanje jedinstvenih problema kupaca
- rješavanje otvorenih upita

Općenito, ako se znanje može zadržati, doprinosi stručnjaka znanja poslužit će za proširenje znanja poduzeća. Iako znanje može biti teško izmjeno, ono povećava ukupnu vrijednost njegovog intelektualnog kapitala. U slučajevima kada imovina znanja ima komercijalnu ili novčanu vrijednost, tvrtke mogu stvoriti patente oko svoje imovine, u kojoj točki materijal postaje ograničeno intelektualno vlasništvo. U tim situacijama koje zahtijevaju veliko znanje, stručni radnici igraju izravnu, vitalnu ulogu u povećanju financijske vrijednosti poduzeća. To mogu učiniti pronalaženjem rješenja o tome kako mogu pronaći nove načine za ostvarivanje profita. To također može biti povezano s tržištem i istraživanjem. Davenport (2005) kaže da čak i ako radnici znanja nisu većina svih ukupnih radnika, oni imaju najveći utjecaj na njihova gospodarstva. Dodaje da su tvrtke s velikim brojem stručnih radnika najuspješnije i najbrže rastuće u vodećim gospodarstvima uključujući Sjedinjene Američke Države.
Pregled trenutne literature Reinhardt-a et al. (2011.) pokazuje da su uloge stručnih radnika u radnoj snazi nevjerojatno raznolike. U dvije empirijske studije oni su "predložili novi način klasifikacije uloga radnika znanja i radnji koje obavljaju tijekom svakodnevnog rada.":150 Tipologija uloga radnika znanja koju oni predlažu je "kontrolor, pomagač, učenik, povezivač, umrežavač, organizator, preuzimač, dijeljenje, rješavač i tragač"::160
| Uloga       | Opis | Tipične akcije znanja (očekivano)                                                                         | Postojanje uloge u književnosti                                                 |
| ----------- | --- | --- | ------------------------------------------------------------------------------- |
| Kontrolor   | Ljudi koji prate organizacijski učinak na temelju sirovih informacija.                                                                             | Analiza, diseminacija, organizacija informacija, praćenje                                                 | (Moore i Rugullies, 2005.) (Geisler, 2007.)                                     |
| pomagač     | Ljudi koji prenose informacije kako bi podučili druge, nakon što su prošli problem.                                                                | Autorstvo, analiza, diseminacija, povratne informacije, pretraživanje informacija, učenje, umrežavanje    | (Davenport i Prusak, 1998)                                                      |
| Učenik      | Ljudi koji koriste informacije i prakse za poboljšanje osobnih vještina i kompetencija.                                                            | Akvizicija, analiza, stručno pretraživanje, pretraživanje informacija, učenje, pretraživanje usluga       |                                                                                 |
| Povezivač   | Ljudi koji povezuju i miješaju informacije iz različitih izvora kako bi stvorili nove informacije.                                                 | Analiza, diseminacija, pretraživanje informacija, organizacija informacija, umrežavanje                   | (Davenport i Prusak, 1998) (Nonaka i Takeuchi, 1995) (Geisler, 2007.)           |
| Networker   | Ljudi koji stvaraju osobne ili projektne veze s ljudima uključenim u istu vrstu posla, kako bi razmjenjivali informacije i podržavali jedni druge. | Analiza, diseminacija, traženje stručnjaka, praćenje, umrežavanje, traženje usluga                        | (Davenport i Prusak, 1998) (Nonaka i Takeuchi, 1995) (Geisler, 2007.)           |
| Organizator | Ljudi koji su uključeni u osobno ili organizacijsko planiranje aktivnosti, npr. popise obaveza i planiranje.                                       | Analiza, organizacija informacija, praćenje, umrežavanje                                                  | (Moore i Rugullies, 2005.)                                                      |
| Retriver    | Ljudi koji traže i prikupljaju informacije o određenoj temi.                                                                                       | Akvizicija, analiza, stručno pretraživanje, pretraživanje informacija, organizacija informacija, praćenje | (Snyder-Halpern et al., 2001.)                                                  |
| Dijelilac   | Ljudi koji šire informacije u zajednici. | Autorstvo, koautorstvo, diseminacija, umrežavanje                                                         | (Davenport i Prusak, 1998.) (Brown i sur., 2002.) (Geisler, 2007.)              |
| Rješavač    | Ljudi koji pronalaze ili pružaju način da se nose s problemom.                                                                                     | Akvizicija, analiza, diseminacija, traženje informacija, učenje, traženje usluga                          | (Davenport i Prusak, 1998) (Nonaka i Takeuchi, 1995) (Moore i Rugullies, 2005.) |
| Tragač      | Ljudi koji prate i reagiraju na osobne i organizacijske radnje koje mogu postati problemi.                                                         | Analiza, traženje informacija, praćenje, umrežavanje                                                      | (Moore i Rugullies, 2005.)                                                      |

## Dodatni kontekst i okviri
Drucker (1966.) definira šest čimbenika produktivnosti znanja radnika:
1. Produktivnost radnika znanja zahtijeva da postavimo pitanje: "Što je zadatak?"
2. Zahtijeva da odgovornost za njihovu produktivnost nametnemo samim radnicima znanja. Radnici znanja moraju upravljati sami sobom.
3. Stalna inovacija mora biti dio posla, zadatak i odgovornost radnika znanja.
4. Rad znanja zahtijeva kontinuirano učenje od strane radnika znanja, ali jednako tako i kontinuirano podučavanje od strane radnika znanja.
5. Produktivnost radnika znanja nije - barem ne prvenstveno - stvar količine rezultata. Kvaliteta je barem jednako važna.
6. Konačno, produktivnost znanstvenih radnika zahtijeva da se znanstvenih radnika i vidi i tretira kao "imovina", a ne kao "trošak". Zahtijeva da radnici znanja žele raditi za organizaciju više od svih drugih prilika.

Teorija upravljanja ljudskom interakcijom tvrdi da postoji 5 principa koji karakteriziraju učinkovit rad znanja:
1. Izgradite učinkovite timove
2. Komunicirajte na strukturiran način
3. Stvorite, dijelite i održavajte znanje
4. Uskladite svoje vrijeme sa strateškim ciljevima
5. Dogovarajte sljedeće korake dok radite

Druga, novija analiza rada znanja (autor nepoznat) pokazuje aktivnost koja seže od zadataka koje obavljaju pojedinačni radnici znanja do globalnih društvenih mreža. Ovaj okvir obuhvaća svaku klasu znanja koja se provodi ili će se vjerojatno poduzeti. Postoji sedam razina ili ljestvica znanja, a za svaku se navode reference.
1. Rad znanja (npr. pisanje, analiziranje, savjetovanje) obavljaju stručnjaci za predmet u svim područjima organizacije. Iako je rad znanja započeo s podrijetlom pisanja i brojanja, Drucker ga je (1973.) prvi identificirao kao kategoriju rada.[24]
2. Funkcije znanja (npr. prikupljanje, organiziranje i omogućavanje pristupa znanju) obavlja tehničko osoblje za podršku projektima procesa znanja. Funkcije znanja datiraju od c. 450. pr. Kr., s Aleksandrijskom knjižnicom, ali njihovi moderni korijeni mogu se povezati s pojavom upravljanja informacijama u 1970-ima.[25]
3. Procese znanja (očuvanje, dijeljenje, integracija) provode profesionalne skupine, kao dio programa upravljanja znanjem. Procesi znanja su se razvili u skladu s tehnologijama opće namjene, kao što su tiskarski stroj, dostava pošte, telegraf, telefonske mreže i Internet.[26]
4. Programi upravljanja znanjem povezuju stvaranje znanja (npr. iz znanosti, sinteze ili učenja) s njegovom upotrebom (npr. analiza politika, izvješćivanje, upravljanje programima), kao i olakšavanje organizacijskog učenja i prilagodbe u organizaciji znanja. Upravljanje znanjem pojavilo se kao disciplina 1990-ih (Leonard, 1995.) .
5. Organizacije znanja prenose izlaze (sadržaj, proizvode, usluge i rješenja) u obliku usluga znanja kako bi omogućile vanjsku upotrebu. Koncept organizacije znanja pojavio se 1990-ih.[22]
6. Usluge znanja podržavaju druge organizacijske usluge, donose sektorske rezultate i rezultiraju dobrobitima za građane u kontekstu tržišta znanja. Usluge znanja pojavile su se kao predmet 2000-ih.[27]
7. Mreže društvenih medija omogućuju organizacijama znanja da proizvode rezultate znanja iskorištavanjem svojih internih kapaciteta s masivnim društvenim mrežama. Društveno umrežavanje pojavilo se 2000-ih[28]

Hijerarhija se proteže od napora pojedinačnih stručnjaka, preko tehničkih aktivnosti, profesionalnih projekata i programa upravljanja, do organizacijske strategije, tržišta znanja i umrežavanja na globalnoj razini.
Ovaj je okvir koristan za pozicioniranje bezbrojnih tipova rada znanja relativno jednih prema drugima i unutar konteksta organizacija, tržišta i globalne ekonomije znanja. Također pruža koristan kontekst za planiranje, razvoj i implementaciju projekata upravljanja znanjem.
Loo (2017) istražuje kako određena grupa – kreativni radnici znanja – obavlja svoj posao i uči unutar njega. Koristeći empirijske podatke iz oglašavanja i razvoja softvera u Engleskoj, Japanu i Singapuru, razvija novi konceptualni okvir za analizu složenosti rada kreativnog znanja. Okvir se sastoji od četiri discipline poslovanja i menadžmenta, ekonomije, sociologije i psihologije.:59 Jedinstveno se fokusirajući na ljudski element rada u gospodarstvu znanja, Loo istražuje stvarni svijet načina na koji ljudi rade u ovom pojavnom fenomenu i ispituje odnose između znanja i kreativnih dimenzija kako bi pružio nove okvire za učenje i rad. Ovo istraživanje identificiralo je tri razine kreativne primjene znanja. Odnose se na unutarsektorske pristupe, međusektorske pristupe (gdje poslovi zahtijevaju različite stilove rada ovisno o sektorima) i promjene u kulturi/praksama u sektorima. Kod unutarsektorskog rada, oni se odnose na uloge i funkcije specifičnih poslova u svakom od dva sektora oglašavanja (npr. tekstopisac i kreativno vođenje) i razvoja softvera (npr. razvoj softvera i upravljanje softverskim programom). S međusektorskim radom, može uključivati voditelje softverskih programa koji imaju različite funkcije kada rade u različitim organizacijama – npr. tvrtka za računalni softver i multinacionalna financijska organizacija. S posljednjom vrstom kreativnog rada, može uključivati aspekte kao što su kultura "dobre prakse" u rješavanju tehničkih problema i "snaga izražavanja" u softverskom programiranju. Sve tri vrste mikrorazine kreativnog rada znanja nude visoko kontekstualizirano razumijevanje načina na koji ti radnici djeluju u ekonomiji znanja. Ovaj pristup razlikuje se od pristupa Zuboffa (1988), Druckera (1993), Nonake i Takeuchija (1995) i Reicha (2001) koji su nastojali pružiti općenito razumijevanje (Loo, 2017).
Naposljetku, složeni kreativni rad znanja zahtijeva poticajno okruženje. Jedno takvo okruženje odnosi se na prateću tehničku bazu. Na temelju nalaza, informacijske, komunikacijske i elektroničke tehnologije (ICET) promatraju se kao organizacijski alat, izvor ideja (kao što je Internet) i način modeliranja koncepta. Također se može primijeniti na međusektorske aktivnosti kao što je softver za međudisciplinarne primjene. Ovaj organizacijski alat omogućuje kreativnim radnicima znanja da svoju energiju posvete višestranim aktivnostima kao što je analiza velikih skupova podataka i omogućavanje novih poslova kao što je dizajn web stranica. ICET omogućuje radnicima da provedu više vremena na naprednim aktivnostima, što dovodi do intenziviranja kreativnih aplikacija. Na kraju, iz nalaza je primijećeno da je poticajno okruženje usmjereno na obuku, radno okruženje i obrazovanje.